# Reggenza di Jayapura
La reggenza di Jayapura (in indonesiano: Kabupaten Jayapura) è una reggenza dell'Indonesia, situata nella provincia di Papua.